# A5 (автомагистраль, Нидерланды)

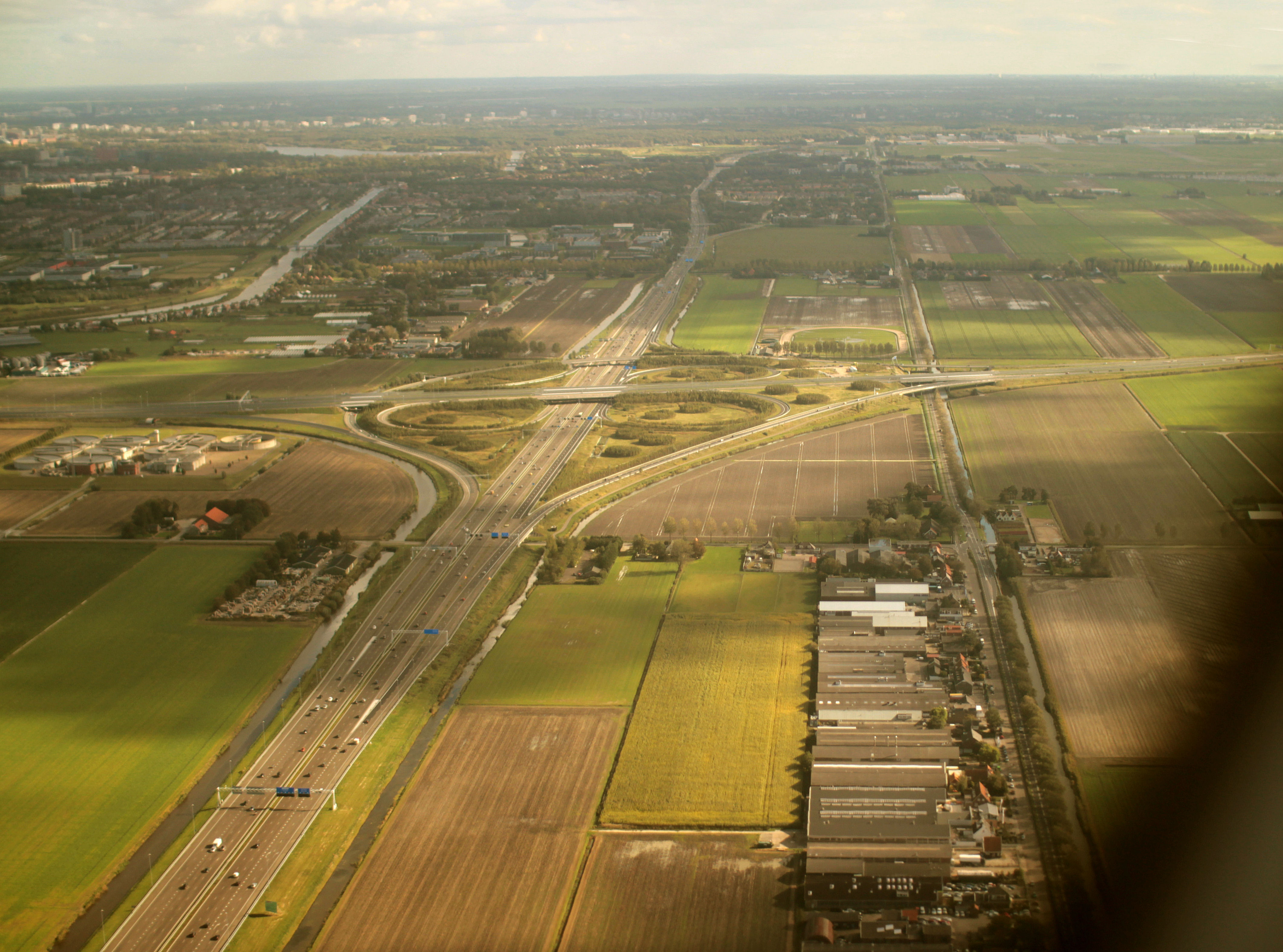
Развязка Раасдорп

Автомагистраль A5 (нидерл. Rijksweg A5) — голландская автомагистраль длиной 17 км. Соединяет развязку Де Хук (с магистралью ) через Раасдорп (с ) с развязкой Кунплейн (с  и ). Ранее номер A5 относился к нынешней  (участок Харлем – Халфвег).
A5 проложена параллельно взлётно-посадочной полосе аэропорта Схипхол и была открыта для движения 8 ноября 2003 года (участок между Де Хук и Раасдорп). Участок между Раасдорп и Вестпортом открыт 14 декабря 2012 года. Последний отрезок до подключения к A10 был открыт 13 мая 2013 года.
Вся трасса A5 представляет собой автомагистраль с двумя полосами в каждом направлении (2×2).
Стенки тоннеля Ролбаан украшены мозаикой с изображением взлетающих и садящихся самолётов.

## Продление Вестрандвега
Магистраль была продлена от Раасдорп до A10, южнее второго туннеля Кун. Вестрандвег имеет два съезда — к улицам Дортмёйден и Лювернес. Пересечение с N200 (Хаарлеммервег) выполнено в виде виадука без съезда.
Развязка Раасдорп была полностью построена при прокладке Вестрандвега, а развязка с A10 — частично: она обслуживает только движение между Вестрандвегом и развязкой Кунплейн.
Большая часть дороги проходит на эстакаде. В районе Вестпорта эта эстакада — самая длинная в Нидерландах (3,3 км).
План строительства Вестрандвега существовал более 20 лет до его реализации. В 1991 году министр транспорта Ханя Май-Вегген одобрила трассировку, но строительству не дали ход.
Программа «Bereikbaarheidsoffensief Randstad» в 2000 году обеспечила финансирование, включая обводную трассу N200 и строительство Второго туннеля Кун. Поскольку изначальный проект устарел, в 2004 году была начата новая процедура по закону о трассах. 23 августа 2005 года была опубликована «Trajectnota», в которой прежняя трассировка была проверена на соответствие современным нормам.

## Открытие продления
Процедуры начались в первом квартале 2004 года, строительные работы — в 2009. Участок между развязкой Раасдорп и съездом Амстердам-Вестпорт (выезд 3) открыт 14 декабря 2012 года. Хотя Второй туннель Кун был готов, его запуск задерживался из-за неполадок программного обеспечения. Он был введён в эксплуатацию 13 мая 2013 года. После этого «старый» туннель Кун закрыли на год для ремонта и открыли вновь 21 июля 2014 года.

## Количество полос движения
| Участок                                  | Полосы | Ограничение скорости |
| ---------------------------------------- | ------ | -------------------- |
| Де Хук – Раасдорп                        | 2×2    | 130 км/ч*            |
| Раасдорп – Кунплейн                      | 2×2    | 100 км/ч             |
| * С 6:00 до 19:00 — ограничение 100 км/ч |        |                      |

## Интересные факты
- 24 ноября 2012 года на ещё не открытом участке прошёл забег Westrandweg Run.
- Для моста Ringvaartbrug A5 потребовались особо длинные балки.
- Уникальной особенностью освещения и порталов A5 является то, что они изогнуты к земле, в отличие от прямых конструкций на других автомагистралях.